# Künzell
Künzell is een gemeente in de Duitse deelstaat Hessen, en maakt deel uit van de Landkreis Fulda.
Künzell telt 16.828 inwoners.

## Plaatsen in de gemeente Künzell
- Dassen
- Dietershausen
- Dirlos (met Loheland)
- Engelhelms
- Keulos
- Künzell/Bachrain
- Pilgerzell
- Wissels

Bad Salzschlirf ·
Burghaun ·
Dipperz ·
Ebersburg ·
Ehrenberg (Rhön) ·
Eichenzell ·
Eiterfeld ·
Flieden ·
Fulda ·
Gersfeld (Rhön) ·
Großenlüder ·
Hilders ·
Hofbieber ·
Hosenfeld ·
Hünfeld ·
Kalbach ·
Künzell ·
Neuhof ·
Nüsttal ·
Petersberg ·
Poppenhausen ·
Rasdorf ·
Tann